# Julio Morales (urugwajski piłkarz)
Julio César Pelinho Morales (16 lutego 1945, zm. 14 lutego 2022) – piłkarz urugwajski noszący przydomek Cascarilla, napastnik (lewoskrzydłowy). Wzrost 164 cm, waga 64 kg. Po zakończeniu kariery piłkarskiej trener.

## Kariera klubowa
Morales rozpoczął swoją karierę w 1961, w wieku 16 lat, w klubie Racing Montevideo. W 1965 podpisał kontrakt z potężnym Club Nacional de Football, któremu później pomógł w zdobyciu 5 tytułów mistrza Urugwaju oraz Copa Libertadores 1971. Po tych sukcesach przeniósł się do Europy, gdzie grał w klubie Austria Wiedeń.
Grając w Austrii Wiedeń dwukrotnie zdobył mistrzostwo Austrii oraz dwukrotnie Puchar Austrii, a także dotarł do finału Pucharu Zdobywców Pucharów w 1978 roku.
Po rozczarowaniu związanym z porażką w finale Pucharu Zdobywców Pucharów Morales wrócił do Nacionalu, z którym zdobył jeszcze jeden tytuł mistrza Urugwaju, a przed zakończeniem kariery zwyciężył w turnieju Copa Libertadores 1982.
Od 1966 do 1981 grając w barwach klubu Nacional rozegrał w Copa Libertadores 76 meczów oraz zdobył 30 bramek, dzięki czemu w tabeli strzelców wszech czasów tej imprezy plasuje się na 5. miejscu. W barwach Nacionalu zagrał w 471 meczach i zdobył 191 bramek.

## Kariera reprezentacyjna
Jako piłkarz klubu Club Nacional de Football wziął udział wraz z reprezentacją Urugwaju w finałach mistrzostw świata w 1970 roku, gdzie Urugwaj zdobył miano czwartej drużyny świata. Zagrał w trzech ostatnich meczach - z ZSRR, Brazylią i Niemcami.
W 1981 razem z reprezentacją Urugwaju zwyciężył w silnie obsadzonym turnieju Mundialito.
Nigdy nie zagrał w turnieju Copa América.
Od 18 maja 1966 do 6 września 1981 rozegrał w reprezentacji Urugwaju 24 mecze i zdobył 11 bramek.
Po zakończeniu kariery piłkarskiej został trenerem - pracował m.in. w klubach Racing Montevideo i CA Bella Vista.

## Sukcesy
| Sezon | Klub                      | Tytuł                                |
| ----- | ------------------------- | ------------------------------------ |
| 1966  | Club Nacional de Football | Mistrz Urugwaju                      |
| 1967  | Club Nacional de Football | Finalista Copa Libertadores          |
| 1968  | Club Nacional de Football | Mistrz Urugwaju                      |
| 1969  | Club Nacional de Football | Mistrz Urugwaju                      |
| 1969  | Club Nacional de Football | Finalista Copa Libertadores          |
| 1970  | Club Nacional de Football | Mistrz Urugwaju                      |
| 1971  | Club Nacional de Football | Mistrz Urugwaju                      |
| 1971  | Club Nacional de Football | Copa Libertadores                    |
| 1971  | Club Nacional de Football | Puchar Interkontynentalny            |
| 1971  | Club Nacional de Football | Copa Interamericana                  |
| 1974  | Austria Wiedeń            | Puchar Austrii                       |
| 1976  | Austria Wiedeń            | Mistrz Austrii                       |
| 1977  | Austria Wiedeń            | Puchar Austrii                       |
| 1978  | Austria Wiedeń            | Mistrz Austrii                       |
| 1978  | Austria Wiedeń            | Finalista Pucharu Zdobywców Pucharów |
| 1980  | Club Nacional de Football | Mistrz Urugwaju                      |
| 1980  | Club Nacional de Football | Copa Libertadores                    |
| 1980  | Club Nacional de Football | Puchar Interkontynentalny            |